# Festival de la Cançó d'Eurovisió 1998
El XLIII Festival de la Cançó d'Eurovisió fou retransmès el 9 de maig de 1998 en Birmingham, Regne Unit. Els presentadors van ser Terry Wogan i Ulrika Jonsson, i la victòria va ser per al representant d'Israel, Dana International amb la cançó "Diva".

## Final

Països participants.
Països que hi van participar al passat però no el 1998.

| Núm. | País             | Intèrpret(s)                              | Cançó                         | Posició | Pts |
| ---- | ---------------- | ----------------------------------------- | ----------------------------- | ------- | --- |
| 01   | Polònia          | Sixteen                                   | To takie proste               | 17      | 19  |
| 02   | Finlàndia        | Edea                                      | Aava                          | 15      | 22  |
| 03   | Alemanya         | Guildo Horn & Die Orthopädischen Strümpfe | Guildo hat euch lieb!         | 7       | 86  |
| 04   | Grècia           | Thalassa                                  | Mia krifi evesthisia          | 20      | 12  |
| 05   | Hongria          | Charlie                                   | A holnap már nem lesz szomorú | 23      | 4   |
| 06   | Romania          | Mălina Olinescu                           | Eu cred                       | 22      | 6   |
| 07   | Turquia          | Tüzmen                                    | Unutamazsın                   | 14      | 25  |
| 08   | Espanya          | Mikel Herzog                              | ¿Qué voy a hacer sin ti?      | 16      | 21  |
| 09   | Malta            | Chiara                                    | The one that I love           | 3       | 165 |
| 10   | Estònia          | Koit Toome                                | Mere lapsed                   | 12      | 36  |
| 11   | Suècia           | Jill Johnson                              | Kärleken är                   | 10      | 53  |
| 12   | Països Baixos    | Edsilia Rombley                           | Hemel en aarde                | 4       | 150 |
| 13   | Israel           | Dana International                        | Diva                          | 1       | 172 |
| 14   | Eslovàquia       | Katarína Hasprová                         | Modlitba                      | 21      | 8   |
| 15   | Noruega          | Lars A. Fredriksen                        | Alltid sommer                 | 8       | 79  |
| 16   | Xipre            | Michalis Hatzigiannis                     | Yenesis                       | 11      | 37  |
| 17   | Irlanda          | Dawn Martin                               | Is always over now?           | 9       | 64  |
| 18   | Croàcia          | Danijela                                  | Neka mi ne svane              | 5       | 131 |
| 19   | Suïssa           | Gunvor                                    | Lass ihn                      | 25      | 0   |
| 20   | Bèlgica          | Mélanie Cohl                              | Dis Oui                       | 6       | 122 |
| 21   | Regne Unit       | Imaani                                    | Where are you?                | 2       | 166 |
| 22   | Portugal         | Alma Lusa                                 | Se eu te pudesse abraçar      | 13      | 36  |
| 23   | ARI de Macedònia | Vlado Janevski                            | Ne zori, zoro                 | 19      | 16  |
| 24   | França           | Marie Line                                | Où Aller?                     | 24      | 3   |
| 25   | Eslovènia        | Vili Resnik                               | Naj bogovi slišijo            | 18      | 17  |